# وليم تشارلز لي
وليم تشارلز لي (بالإنجليزية: William Charles Lee)‏ هو قاضي ومحامي أمريكي، ولد في 1938 في فورت واين في الولايات المتحدة.